# أرتي كوب
أرتي كوب (بالإنجليزية: Artie Cobb)‏ هو لاعب بوكر أمريكي، ولد في 17 نوفمبر 1942 في بروكلين في الولايات المتحدة.